# هيو فرنسيس ريدموند
هيو فرنسيس ريدموند (بالإنجليزية: Hugh Francis Redmond)‏ هو جاسوس أمريكي، ولد في 1919، وتوفي في 1970.